# Masatoshi Matsunaga
Masatoshi Matsunaga (松永正利?, Matsunaga Masatoshi; 22 dicembre 1950) è un ex calciatore e dirigente sportivo giapponese, di ruolo centrocampista.

## Carriera

### Calciatore

#### Club
A partire dalla stagione 1973, giocò nella sezione calcistica del circolo sportivo affiliato alla Mitsubishi Motors, totalizzando più di centocinquanta presenze in Japan Soccer League e vincendo tre titoli nazionali, nonché un treble ottenuto durante la stagione 1978. Si ritirò al termine della stagione 1986-87, durante la quale ebbe modo di ricoprire il ruolo di team manager della squadra.

#### Nazionale
Figura nella rosa che rappresentò il Giappone ai Giochi asiatici del 1978, durante i quali non ebbe mai modo di scendere in campo.

## Palmarès
- Japan Soccer League: 3

1973, 1978, 1982
- Japan Soccer League Cup: 2

1978, 1981
- Coppa dell'Imperatore: 3

1973, 1978, 1980